# Paul Churchland
Paul Churchland (Vancouver, 1942) is een Canadese filosoof, en professor aan de Universiteit van Californië, San Diego (UCSD). Hij studeerde natuurkunde en wiskunde aan de Universiteit van Brits-Columbia en promoveerde in de filosofie aan de Universiteit van Pittsburg onder Wilfrid Sellars. Hij is een autoriteit op het gebied van de neurofilosofie en de filosofie van de geest. Hij is getrouwd met de filosofe Patricia Churchland.
Samen met zijn vrouw is Churchland een belangrijke vertegenwoordiger van het eliminatief materialisme, dat claimt dat alledaagse mentale verschijnselen zoals geloof, gevoel en verlangen theoretische constructies zijn zonder coherente definitie. Verder dienen we niet te verwachten dat zulke concepten noodzakelijk zijn voor een wetenschappelijke verklaring van het brein. Net als het moderne begrip van de wetenschap geen behoefte heeft aan concepten als geluk en hekserij om de wereld te verklaren, beargumenteert Churchland, dat de toekomstige neurowetenschap waarschijnlijk geen behoefte heeft aan "geloof" en "gevoelens" om het brein te verklaren. In plaats hiervan zou het gebruik van objectieve fenomenen zoals neuronen en hun interactie moeten voldoen. Hij wijst erop, dat de geschiedenis van de wetenschap veel eerdere concepten heeft verworpen, zoals phlogiston, de theorie van warmtevloeistof, de ether als medium en vitalisme.

## Publicaties
- 1979, Scientific Realism and the Plasticity of Mind, Cambridge University Press.
- 1984, Matter and Consciousness, MIT Press.
- 1985, Images of Science: Scientific Realism versus Constructive Empiricism, University of C* 1989, A Neurocomputational Perspective: The Nature of Mind and the Structure of Science, MIT Press.hicago Press.
- 1995, The Engine of Reason, The Seat of the Soul: A Philosophical Journey into the Brain, MIT Press.
- 1998, On the Contrary, met Patricia Churchland, MIT Press.
- 2007, Neurophilosophy at Work, Cambridge University Press.